# Józef Suchy
Józef Szczepan Suchy (ur. 25 listopada 1951 w Katowicach, zm. 29 września 2018 w Krakowie) – polski inżynier mechanik budowy i eksploatacji maszyn, specjalizujący się w metodach numerycznych, odlewnictwie i technologii bezwiórowej, nauczyciel akademicki związany z uczelniami technicznymi w Gliwicach, Opolu, Warszawie i Krakowie; pierwszy rektor Politechniki Opolskiej po przekształceniu w nią Wyższej Szkoły Inżynierskiej w Opolu (1996–1999).

## Życiorys
Po uzyskaniu świadectwa dojrzałości w X LO im. gen. Aleksandra Zawadzkiego w Katowicach podjął studia na Wydziale Mechanicznym Technologicznym Politechniki Śląskiej w Gliwicach, które ukończył zdobywając dyplomy magistra inżyniera w 1975 roku. Jeszcze na rok przed zakończeniu studiów został zatrudniony na macierzystej uczelni w Instytucie Odlewnictwa. Tam też w 1978 roku uzyskał stopień naukowy doktora nauk technicznych, a następnie w 1983 roku doktora habilitowanego nauk technicznych o specjalności odlewnictwo. W 1993 roku Prezydent RP Lech Wałęsa nadał mu tytuł profesora nauk technicznych.
W 1984 roku przeniósł się do Wyższej Szkoły Inżynierskiej w Opolu, zostając pierwszym rektorem tej uczelni po przekształceniu ją w Politechnikę Opolską w 1996 roku. W międzyczasie w latach 1987–1993 prowadził zajęcia również na Politechnice Warszawskiej. Funkcję rektora sprawował końca kadencji w 1999 roku. Zanim objął stanowisko rektora opolskiej uczelni technicznej w 1996 roku przebywał na stypendium naukowym jako visting professor w Wyższej Uczelni Technicznej w Brnie w Czechach. Od 2001 roku pracował w Akademii Górniczo-Hutniczej im. Stanisława Staszica w Krakowie, gdzie pełni funkcje Dziekana Wydziału Odlewnictwa od 2005 roku.
Poza działalnością naukowo-dydaktyczną był od 1992 roku prezesem Stowarzyszenia Technicznego Odlewników Polskich, a od 1999 roku prezydentem, a następnie członkiem prezydium World Foundrymen Organization. W latach 1999–2003 był prezesem Odlewniczej Izby Gospodarczej. Zasiadał w radach nadzorczych takich przedsiębiorstw jak: Odlewnie Polskie SA, Śrem SA, Specodlew. Należał do współtwórców Centrum Polskiego Odlewnictwa i organizatorów Światowego Kongresu Odlewnictwa w 1991 roku oraz konferencji w Wielkiej Brytanii i Niemczech.
Z jego inicjatywy powstało Forum Akademicko-Gospodarczego Śląska Opolskiego, a także Opolski Parku Naukowo-Technologiczny. W 2001 roku doprowadził do przyjęcia Polski w skład Europejskiej Izby Odlewniczej (CAEF). Przez wiele lat współpracował z przemysłem, realizując działania wspierające innowacyjność.
Był członkiem Akademii Inżynierskiej w Polsce.

## Dorobek naukowy i odznaczenia
Jest współautorem 2 książek, a także autorem 250 innych publikacji, w tym referatów polskich na kongresach światowych w: 1983 roku (Kair), 1987 roku (New Delhi), 1994 roku (Düsseldorf), 1999 roku (Budapeszt), 2000 roku (Paryż), 2004 roku (Stambuł). Za swoją działalność naukową, dydaktyczną i organizacyjną otrzymał liczne nagrody, w tym m.in.: Nagrodę Naukową im. Jerzego Buzka, Złotą Honorową Odznaką Krajowej Izby Gospodarczej za tworzenie w Polsce samorządu gospodarczego, Złotym Medalem VUT Brno oraz Złotym i Srebrnym Krzyżem Zasługi. W 2012 został odznaczony Krzyżem Kawalerskim Orderu Odrodzenia Polski.